# 9 Métis
Métis (asteroide 9) é um dos maiores asteroides da cintura principal. É composto de silicatos e ferro e níquel metálicos.
Métis foi descoberta por Andrew Graham, a 25 de Abril de 1848. O nome provém de Métis, uma titã, filha de Tétis e Oceano, foi a primeira mulher de Zeus e a mãe de Atena.
Dados levaram a assumir que Métis teria um satélite natural. Contudo, observações subsequentes falharam a confirmação de tal objeto. O telescópio Hubble em 1993 conseguiu detectar a forma irregular do asteroide, mas não detectou qualquer satélite.
Foram observadas 5 ocultações de estrelas por Métis.